# サンジェルマン大通り
座標: 北緯48度51分10.70秒 東経2度20分10.70秒 / 北緯48.8529722度 東経2.3363056度

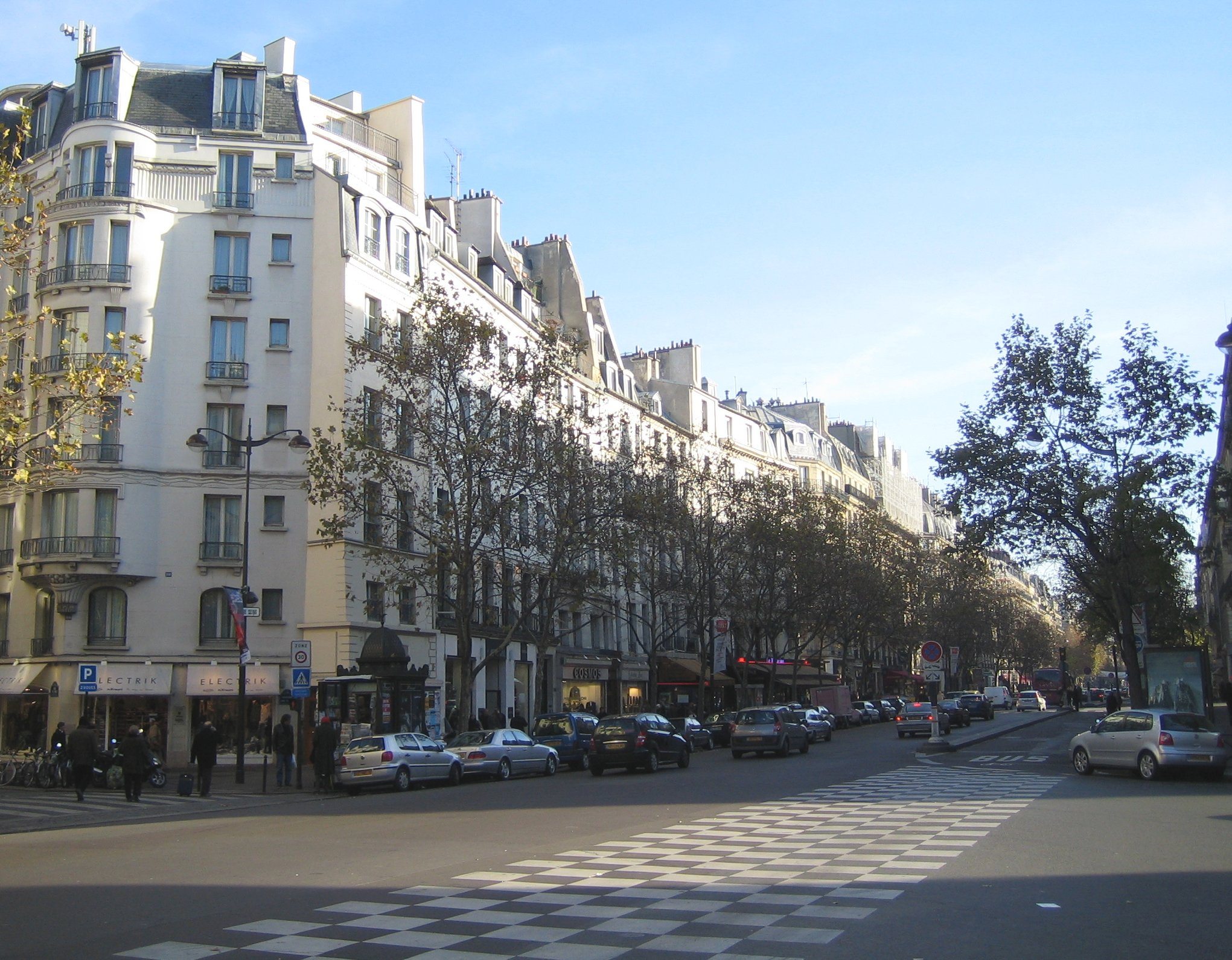
ビュシ通りとの交差点から眺めたサンジェルマン大通り

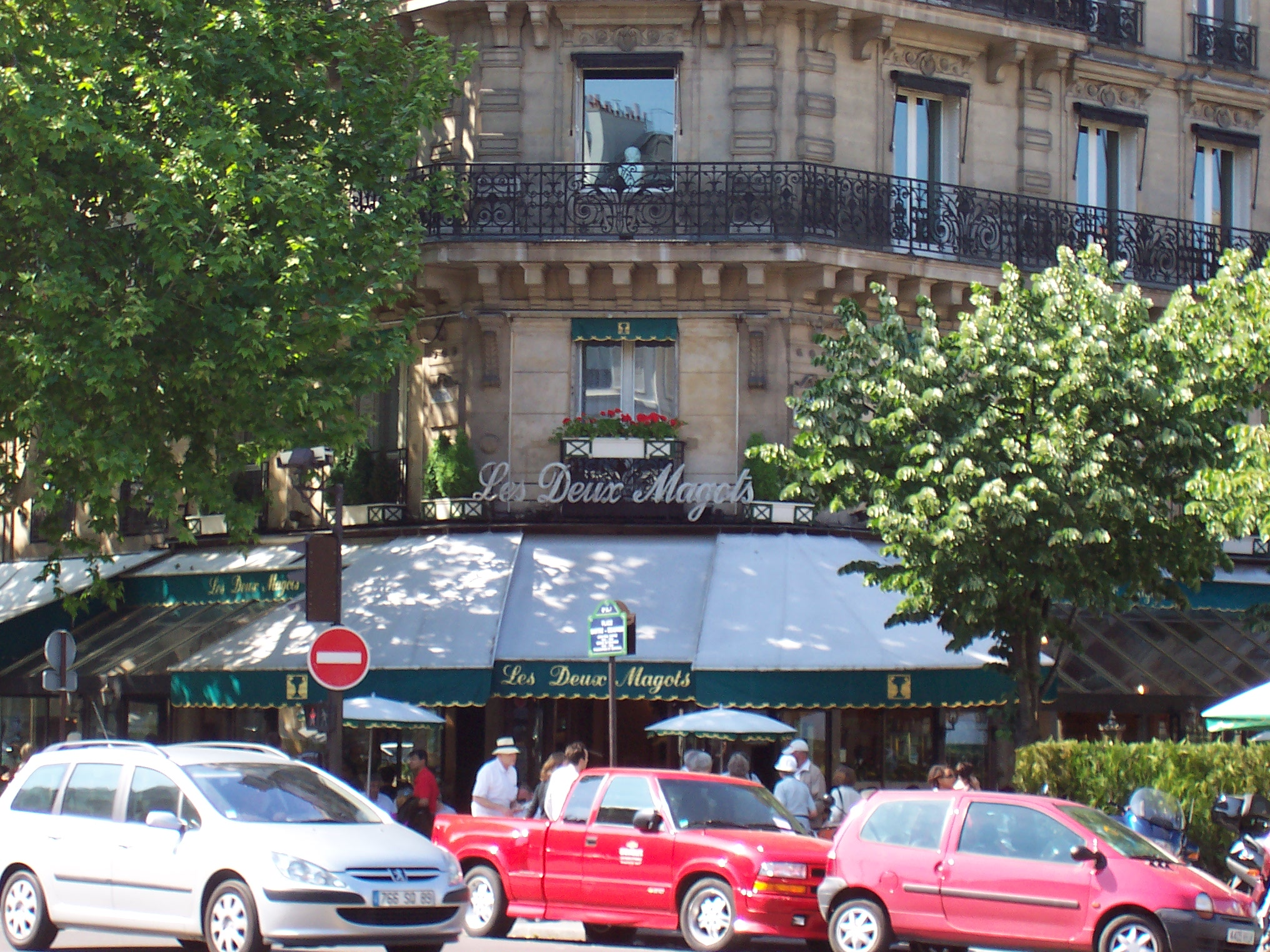
ドゥ・マゴ（カフェ）

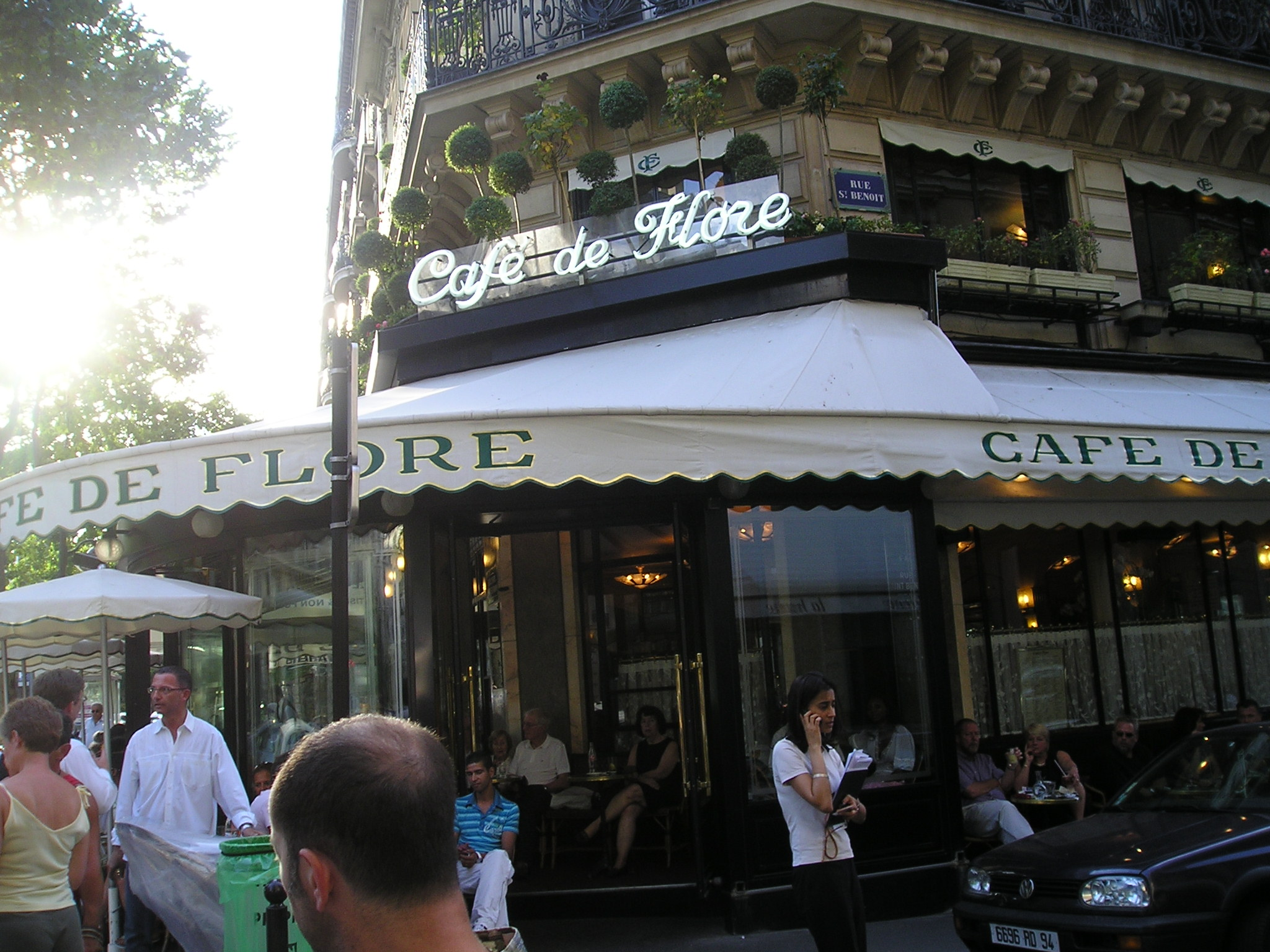
カフェ・ド・フロール

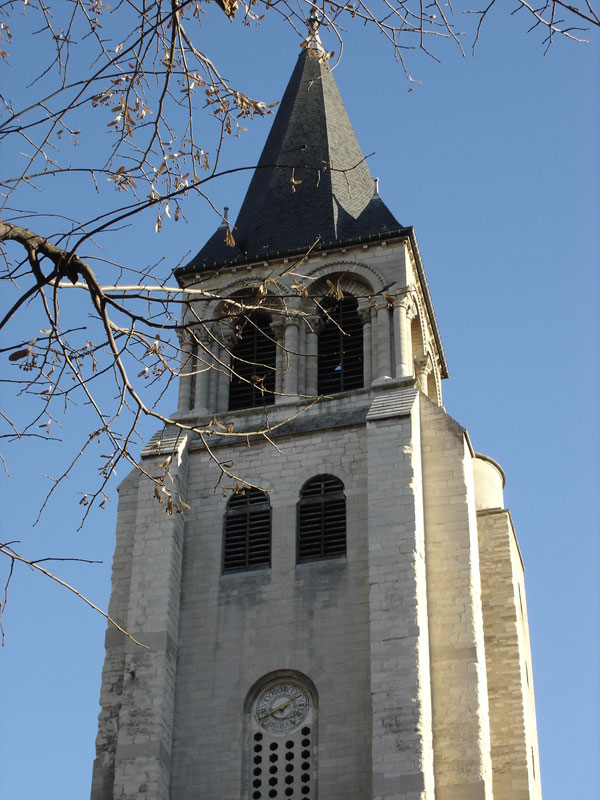
サンジェルマン・デ・プレ寺院の鐘楼

サンジェルマン大通り（サンジェルマンおおどおり、ブールバール・サンジェルマン、仏：Boulevard Saint-Germain）はパリ、セーヌ川左岸にある大通りの名称。東はサン・ルイ島の先端に架かるシュリー橋から起こり、弧を描くように西行し、パリ左岸5区、6区、7区を通ってコンコルド橋（右岸のコンコルド広場に渡る橋）で終わる。ほぼ中間のところで南北に走行するサンミシェル大通りと交叉している。
この通りは、通りの名の由来となったサン＝ジェルマン＝デ＝プレ地区やフォーブール・サンジェルマン地区（邸宅が多く、マルセル・プルーストの『失われた時を求めて』に描かれた）を通ることで知られる。

## 歴史
サンジェルマン大通りの名は、中世（6世紀）から残るサン・ジェルマン・デ・プレ修道院（レンヌ通りが突き当たる場所に建つ）に由来する。大通りの周辺は、フォーブール・サンジェルマン（サン・ジェルマン・デ・プレ寺院の郊外の意、寺院の西側に拓けた）として知られる。
17世紀には、サンジェルマン地区は貴族の邸宅（hôtels particuliers）が集まる場所となった。19世紀になってもその状態は続いていたが、その頃には古くからの貴族街として、セーヌ川右岸の新興ブルジョアジー地区であるサントノーレ通り（Rue Saint-Honoré, ルュ・サントノレ）やシャンゼリゼ大通りと対比された（例えばオノレ・ド・バルザックの小説に描かれている）。
1930年代以降、ここは夜の繁華街やカフェ、学生街（この通りはカルチエ・ラタンを通る）となっていった。「ドゥ・マゴ」や「カフェ・ド・フロール」をはじめとする多くのカフェが集まり、サンジェルマン地区は実存主義のメッカとなった（ジャン=ポール・サルトルやシモーヌ・ド・ボーヴォワールにゆかりがあった）。第二次大戦後、サンジェルマン大通りは、パリの知的・文化的地域となった。哲学者や作家、音楽家たちが通りに居並ぶナイトクラブやブラッスリーに溢れていた。
現在のサンジェルマン大通りはジョルジオ・アルマーニからソニア・リキエルまでの店舗が並ぶ最高級商店街となっている。しかし知的・政治的な会合や夜会も、相変わらず無名のカフェで盛んに行われている。近くにはヨーロッパ有数の政治学教育機関であるパリ政治学院（略称"Science-Po"）がある。

## 主な施設

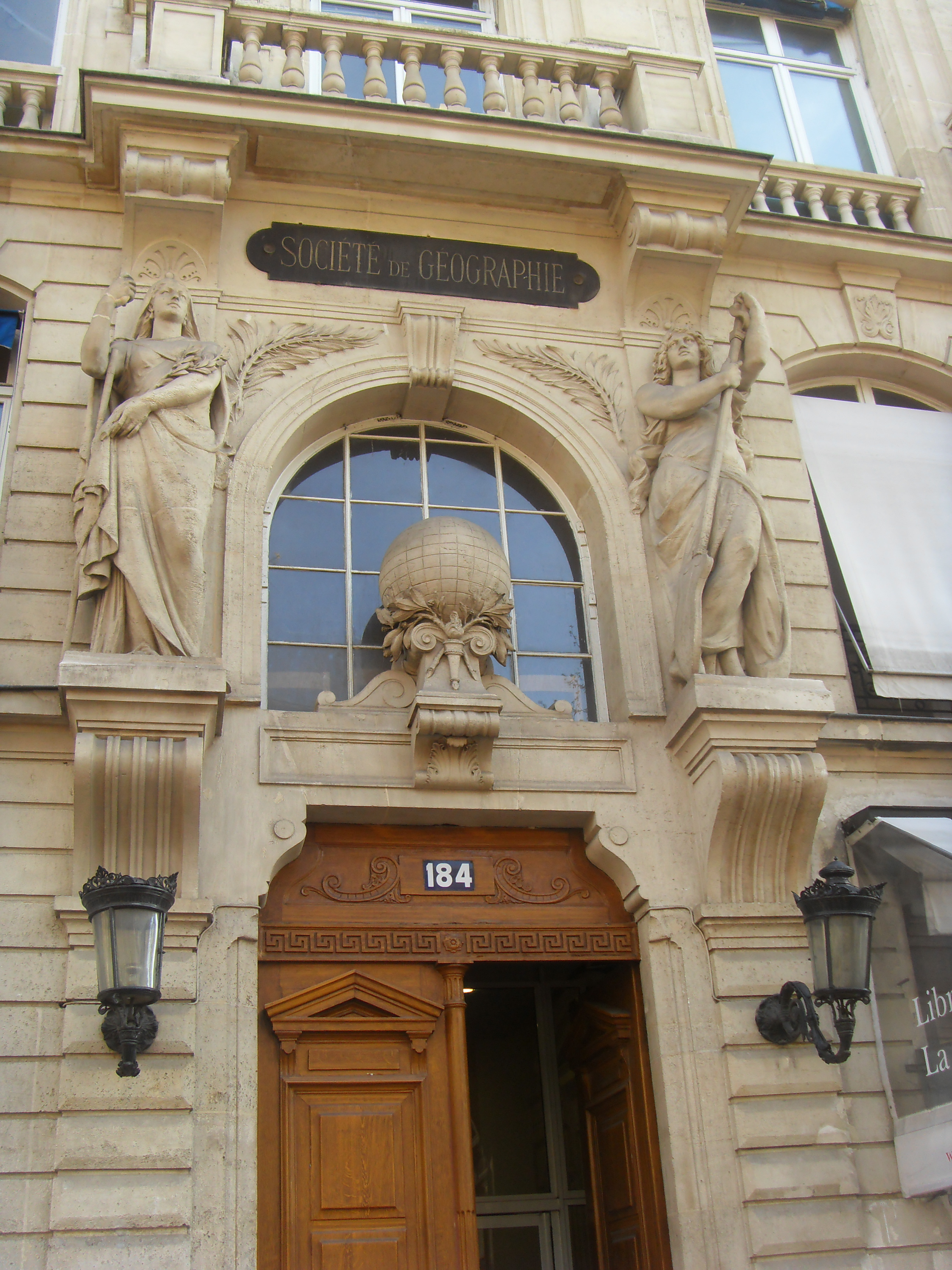
パリ地理学会本部

サンジェルマン大通り184番地には1821年創立の最古の地理学会「パリ地理学会」がある。アレクサンダー・フォン・フンボルト、フランソワ=ルネ・ド・シャトーブリアン、ジュール・デュモン・デュルヴィル、ジャン=フランソワ・シャンポリオンらが設立に関与しており、事務所は1878年以来同地にある。入り口にはパナマ運河の開鑿が決定した1879年に建てられた、二つの巨大なカリアティッド（女人像の柱、月と海を象徴する）がある。